# District de Yuquan
Cette page contient des caractères spéciaux ou non latins. S’ils s’affichent mal (▯, ?, etc.), consultez la page d’aide Unicode.
Le district de Yuquan (chinois simplifié : 玉泉区 ; pinyin : Yùquán qū ; mongol : ᠢᠤᠢ
ᠴᠢᠤᠸᠠᠨ
ᠲᠣᠭᠣᠷᠢᠭ, VPMC : Iui čiuvan toɣoriɣ, cyrillique : Иуи чиуван тоори, MNS : Iui chiuvan toori) est une subdivision administrative de la région autonome de Mongolie-Intérieure en Chine. Il est placé sous la juridiction de la ville-préfecture de Hohhot dont il couvre la partie  sud-ouest.
Principaux monuments:
- Le temple des cinq pagodes
- Le temple Dazhao, premier bâtiment de la ville dont la construction a commencé en 1557.
- La tombe de Zhaojun, une des quatre beautés de la Chine antique